# Dyoplosaurus
Dyoplosaurus là một chi khủng long, được Parks mô tả khoa học năm 1924.